# Weinmannia magnifolia
Weinmannia magnifolia är en tvåhjärtbladig växtart som beskrevs av José Cuatrecasas. Weinmannia magnifolia ingår i släktet Weinmannia och familjen Cunoniaceae. Inga underarter finns listade i Catalogue of Life.